# Viscount n.º 341
Viscount n.º 341 es un municipio rural canadiense situado en la provincia de Saskatchewan.

## Superficie
Viscount n.º 341 tiene una superficie de 828,55 km².

## Demografía
En 2021, tenía 320 habitantes, una densidad poblacional de 0,4 hab./km², y 145 viviendas.